# Дофіне
45°23′00″ пн. ш. 5°44′00″ сх. д. / 45.383333333333° пн. ш. 5.7333333333333° сх. д.
Дофіне́ (фр. Dauphiné) — історична провінція на південному сході Франції; департаменти Ізер, Дром, Верхні Альпи. Площа близько 20 тисяч км². Головне місто — Гренобль.

## Географія
Дофіне зрошується двома притоками Рони — річками Дром та Дюранс. У східній частині (Верхнє Дофіне) розташовані Котські Альпи. Тут знаходиться багата на глетчери гора Пельву висотою 4103 м. Дофіне належить до наймальовничіших місцевостей Франції. Основне виробництво — сільськогосподарська продукція (зернові, вино, масло, сіно, коноплі, шовковиця, шовк.

## Історія
З часів Юлія Цезаря територія майбутнього Дофіне, на той час населена кельтським племенем  аллоброгів, перебувала під владою Риму в складі провінції Нарбонська Галлія. Після розвалу Західної Римської імперії територія складала південну частину Бургундського королівства, разом з яким увійшло до складу Франкської держави. З 880 року Дофіне належало Арелатському королівству. З 1032 року й до середини XIV століття — у складі Священної Римської імперії. Середньовічне Дофіне було своєрідним буфером між Французьким королівством та Савойським герцогством.
Графи Альбонські, що мали посаду сенешаля Арелатської держави, з 1142 року носили титул дофінів (можливо, від зображення дельфіна на їхньому гербі), а їх володіння отримало назву В'єннський дофінат. Перша династія дофінів згасла наприкінці XII століття. Спадкоємиця роду, Беатриса Альбонська, одружилася з герцогом Бургундським, а її син Гіг VI Андре (пом. 1237), став засновником другої, Бургундської династії дофінів. Останньою спадкоємицею цієї династії була Анна (пом. 1293), сестра Гіга VII (пом. 1282). Анна була одружена з Юмбером I де Ла Тур-дю-Пін (пом. 1307), їхній син, Жан II (пом. 1319), заснував третю династію дофінів. Останнім представником її був Юмбер II (пом. 1355)
У 1349 році значні борги та смерть єдиного сина та спадкоємця, підштовхнули Юмбера II до продажу Дофіне королю Франції Філіпу VI згідно з умовами договору, укладеного його протонотарієм Амбларом де Бомоном. Головною умовою продажу було те, що спадкоємець престолу Франції буде носити титул дофін, що і дотримувалось з того часу аж до Французької революції. Першим дофіном Франції став онук Філіпа, майбутній король Карл VI , що отримав титул «дофін» при народжені. Титул також надавав дофіну формальну владу над Дофіне як апанаж і Карл V провів дев'ять місяців на своїй новій території.
Угода Юмбера також передбачала, що Дофіне буде звільнений від багатьох податків (наприклад, габель); це положення було предметом багатьох подальших парламентських дебатів на регіональному рівні, оскільки місцеві лідери намагалися захистити цю регіональну автономію та привілей від нападів з боку Французької держави.
Всупереч угоді, за якою Дофіне приєдналося до Франції, воно поступово втратило більшість своїх привілеїв та повністю злилося з Францією. Титул дофіна став носити старший син короля.